# 孟傑府
孟傑府（孟傑路軍民總管府），是明代雲南承宣布政使司下轄的一個府，元泰定四年（1327年）置，以招混盆為土知府，屬蒙慶宣慰司，洪武十五年三月為府，後廢，其今地在泰國清萊府。
有羅文節，官孟傑府敎授。